# Gelidiaceae
Gelidiaceae é uma pequena família de macroalgas rodofíceas contendo 7 géneros. Muitas das espécies são agarófitas sendo utilizadas na produção industrial de agar.